# Wybory do Parlamentu Europejskiego w Holandii w 2004 roku
Wybory do Parlamentu Europejskiego w Holandii w 2004 roku zostały przeprowadzone 10 czerwca 2004. Holendrzy wybrali 27 przedstawicieli do Parlamentu Europejskiego VI kadencji (o 4 mniej niż w poprzednich wyborach). Frekwencja wyborcza wyniosła 39,26%.

## Wyniki wyborów
| Lista wyborcza                                | Głosy     | %     | Mandaty |
| --------------------------------------------- | --------- | ----- | ------- |
| Apel Chrześcijańsko-Demokratyczny             | 1 164 431 | 24,43 | 7       |
| Partia Pracy                                  | 1 124 549 | 23,60 | 7       |
| Partia Ludowa na rzecz Wolności i Demokracji  | 629 198   | 13,20 | 4       |
| Zielona Lewica                                | 352 201   | 7,39  | 2       |
| Transparentna Europa                          | 349 156   | 7,33  | 2       |
| Partia Socjalistyczna                         | 332 326   | 6,97  | 2       |
| ChristenUnie – Polityczna Partia Protestantów | 279 880   | 5,87  | 2       |
| Demokraci 66                                  | 202 502   | 4,25  | 1       |
| Partia na rzecz Zwierząt                      | 153 432   | 3,22  | –       |
| Lista Pima Fortuyna                           | 121 509   | 2,55  | –       |
| Pozostali                                     | 56 493    | 1,18  | –       |
| Razem                                         | 4 765 677 |       | 27      |